# Lucien Kassy-Kouadio
Lucien Kassy-Kouadio (ur. 12 grudnia 1963, zm. 4 grudnia 2024 w Abidżanie) – iworyjski piłkarz, występujący podczas kariery na pozycji napastnika.

## Kariera piłkarska
Lucien Kassy-Kouadio występował we Francji w występujących w Ligue 2 AS Cannes i FC Montceau Bourgogne. Po powrocie do Afryki występował w ASEC Mimosas. Z ASEC czterokrotnie zdobył mistrzostwo Wybrzeża Kości Słoniowej w 1990, 1991, 1992, 1993 oraz Puchar Wybrzeża Kości Słoniowej w 1990. Karierę zakończył w Africa Sports National Abidżan w 1995.

## Kariera reprezentacyjna
Lucien Kassy-Kouadio występował w reprezentacji Wybrzeża Kości Słoniowej. W 1986 wystąpił w Pucharze Narodów Afryki, na którym WKS zdobyło brązowy medal. Na tym turnieju Kassy-Kouadio zdobył 2 bramki w meczu o trzecie miejsce z Marokiem. W 1990 roku grał w Pucharze Narodów Afryki 1990. W 1992 roku uczestniczył w największym sukcesie w historii WKS w postaci zdobycia Pucharu Narodów Afryki. Na tej imprezie Kassy-Kouadio wystąpił w dwóch meczach z Zambią oraz finałowym z Ghaną, w którym strzelił bramkę w serii rzutów karnych. W tym samym roku wystąpił w pierwszej edycji Pucharu Konfederacji, który nosił wówczas nazwę Pucharu Króla Fahda. Na tym turnieju po porażkach z Argentyną i reprezentację USA Wybrzeże Kości Słoniowej zajęło ostatnie, czwarte miejsce. Kassy-Kouadio wystąpił w obu meczach.